# Puma
För andra betydelser, se Puma (olika betydelser).
Puma (Puma concolor) är ett stort kattdjur som lever i Syd- och Nordamerika. De kallades bergslejon av nybyggarna som trodde att pumorna som de såg var lejonhonor. I artens utbredningsområde finns flera andra beteckningar för den. Namnet puma kommer från språket quechua. Fylogenetiskt är puman närmare släkt med tamkatter än med leoparder och lejon.

## Utseende

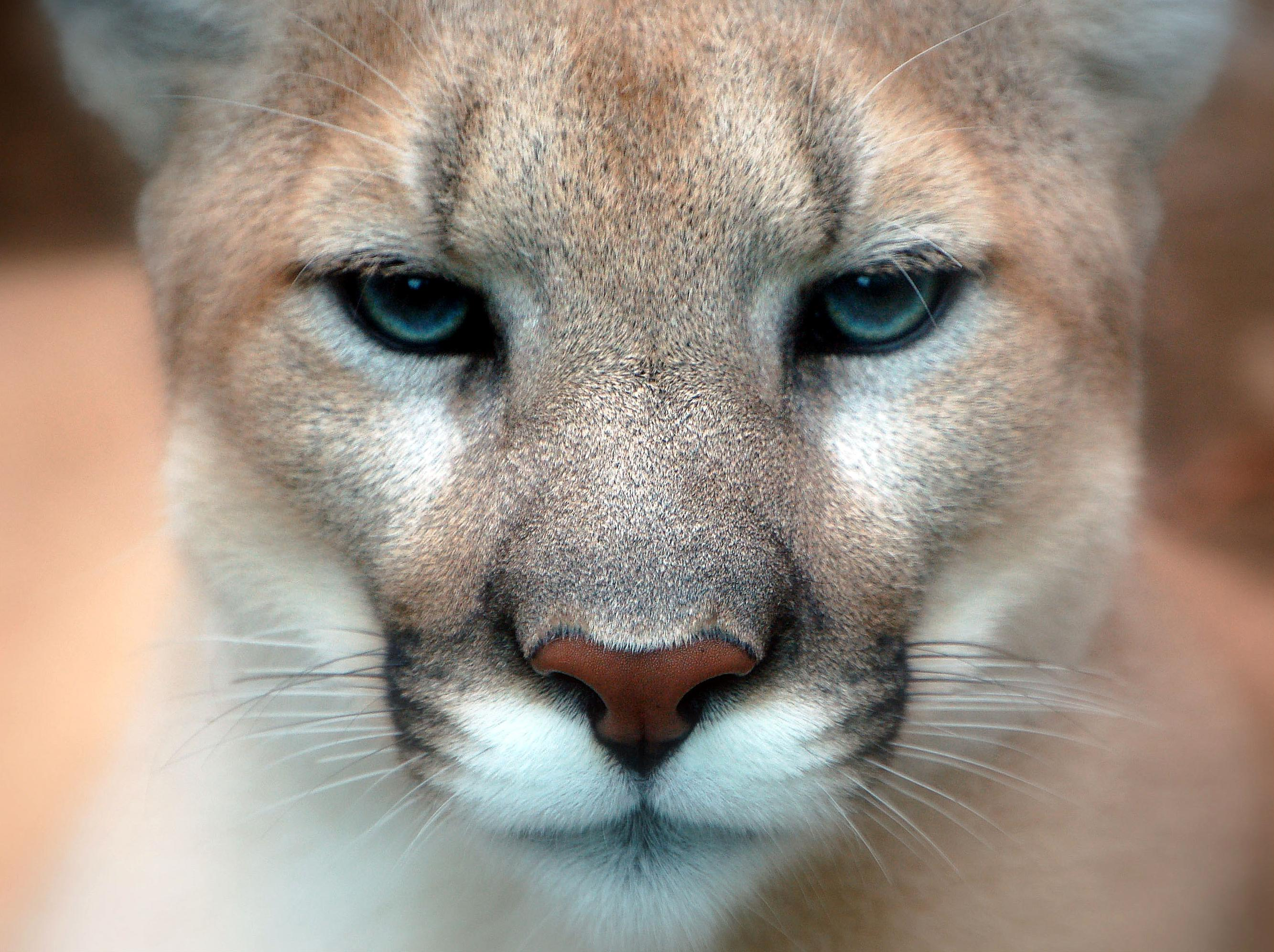
Porträtt.

Puman är världens fjärde största kattdjur, efter tiger, lejon och jaguar. Trots det räknas den i taxonomin till underfamiljen små kattdjur (Felinae). Längden från nosen till svansroten varierar för vuxna hannar mellan 105 och 155 cm och därtill kommer en 60 till 97 cm lång svans. Honor når vanligen en kroppslängd (huvudet och bålen) på mellan 85 och 130 cm och deras svanslängd ligger mellan 60 och 79 cm. Mankhöjden ligger i genomsnitt vid 60 till 70 cm. Fullt utvecklade hannar har vanligen en vikt på mellan 53 och 72 kg, med 100 kg som maxvikt. Samma värde för honor ligger vid 34 till 48 kg. För en särskilt tung hanne registrerades en maximal vikt på 120 kg. Pumor som lever i den tropiska regionen nära ekvatorn är allmänt mindre än pumor i tempererade zoner längre norr- eller söderut.
Hårens längd är störst i kallare regioner medan pälsen i varma regioner är kort. Allmänt är pälsen tät och skiftar mycket i färgen mellan de olika individerna. Oftast är pumor gulaktiga eller silvergrå men rödbruna individer förekommer också. Hakan, bröstet och hela undersidan är vitaktiga – med undantag av enstaka individer. I Sydamerika registrerades dessutom individer som var nästan svarta. Nyfödda pumor är beigefärgade och bär tydliga fläckar. Dessa fläckar bleknar under första levnadsåret. Puman har fem tår på framtassarna och fyra tår på bakfötterna. Tårna är utrustade med klor som kan dras in.

## Utbredning
Puman hade tidigare ett utbredningsområde som sträckte sig över stora regioner mellan Nord- och Sydamerika. Även idag har ingen annan däggdjursart på dubbelkontinenten en större utbredning. Utbredningsområdet sträcker sig från sydvästra Kanada över Mexikos bergiga miljöer, Centralamerika, Amazonområdet och centrala Sydamerikas regnskogar till södra Anderna i Patagonien. Oftast blev puman undanträngd till glest bebyggda områden. I USA överlevde puman utrotningsvågen bara i Klippiga bergen, i öken och halvöken i landets sydvästra delar, och i Everglades nationalparken i Florida. Efter skyddsåtgärder har utbredningsområdet utvidgats igen och i några regioner vid USA:s västkust finns dessa djur till och med nära städer. Även vid de Stora sjöarna kom arten tillbaka.
De trivs i klippiga områden men finns även på prärien, i tajgaartade regioner och i ökenområden samt regnskogar. I bergstrakter i Sydamerika förekommer arten upp till 5 800 meter över havet.

## Levnadssätt

### Socialt beteende
Pumor lever utanför parningstiden ensamma och undviker kontakt med artfränder. Revirets storlek beror på tillgången till föda och förekomsten av artfränder från motsatt kön. Storleken varierar mellan 50 km² och 1000 km², den skiftar mellan åren och årstiderna. Hanarnas territorium är vanligen större än honornas revir och överlappar med reviren från flera honor. Revirets gränser markeras med urin, avföring och skrapmärken på träd.
Dessa djur kommunicerar med olika läten, som till skillnad från hos andra kattdjur inte liknar vrål. Ungdjur har ett kvittrande läte för att ropa efter modern. Den nordamerikanska forskaren Truman Everts beskriver pumans skrik som människoliknande. Till skillnad från de stora kattdjuren kan puman inte ryta.

### Jakt och föda
Pumor är mycket rörliga och kraftiga. De har förmåga att hoppa från marken 5,5 meter upp i ett träd. Dessa kattdjur når maxhastigheter mellan 55 och 72 km/h, men håller bara dessa över korta sträckor. De kan även simma om så krävs.
Arten är främst köttätare och äter däggdjur av nästan alla storlekar. Den jagar även ofta hjortdjur som till exempel vitsvanshjort och unga älgar. Förutom däggdjur jagar pumor även fåglar och i några regioner även fiskar. I sällsynta fall äts även kräldjur, insekter och bär.
Sydamerikanska pumor på slätten och i bergstrakter lever på guanaco, vikunja, nanduer och myrslokar. Konkurrens från större jaguarer i regnskogen har emellertid gjort så att pumor måste leva på mindre djur, så som bältdjur, maror, apor, pakor och fåglar samt sköldpaddor. Naturligt kan de fånga större djur som navelsvin, capybara, sengångare, småhjortar som pudu och sumphjort, tapirer och tamdjur.
För att fånga ett större bytesdjur smyger puman fram bakifrån. Från nära avstånd hoppar den på bytets rygg och dödar det med ett kraftigt bett i halsen.
Bredvid jaguaren konkurrerar puman med andra rovdjur som brunbjörnar, svartbjörnar, järvar, prärievargar, rödlo, kanadensiskt lodjur samt mindre kattdjur om födan.

### Fortplantning

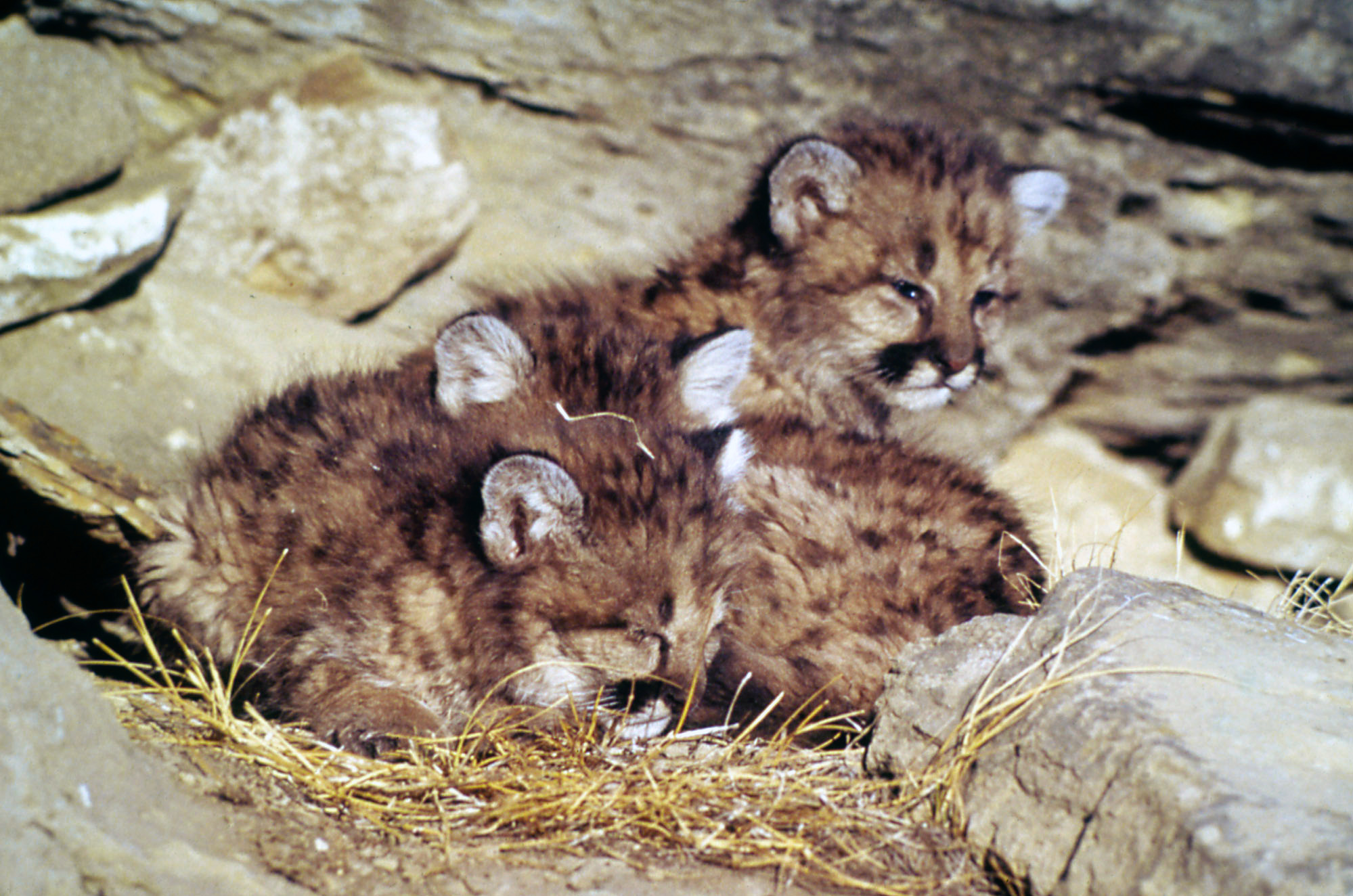
Unga pumor.

Pumor är polygama men vanligen parar sig bara individer med överlappande revir. Hannar och honor träffas bara vid parningstiden, som norr om ekvatorn främst ligger mellan december och mars. Hannen lämnar honan redan några veckor före ungarnas födelse. Dräktigheten varar ungefär 84 till 106 dagar. I en kull ingår 1–6 ungar, men oftast 3–4. Vid födelsen väger ungarna mellan 230 och 450 gram. De har en längd som ligger mellan 20 och 30 centimeter. Ungarna börjar uppta fast föda efter ungefär 6–7 veckor. 
Ungarna lämnar modern efter cirka 18 till 24 månader. Pumor blir i naturen upp till 18 år gamla och i fångenskap något äldre.

## Puman och människan

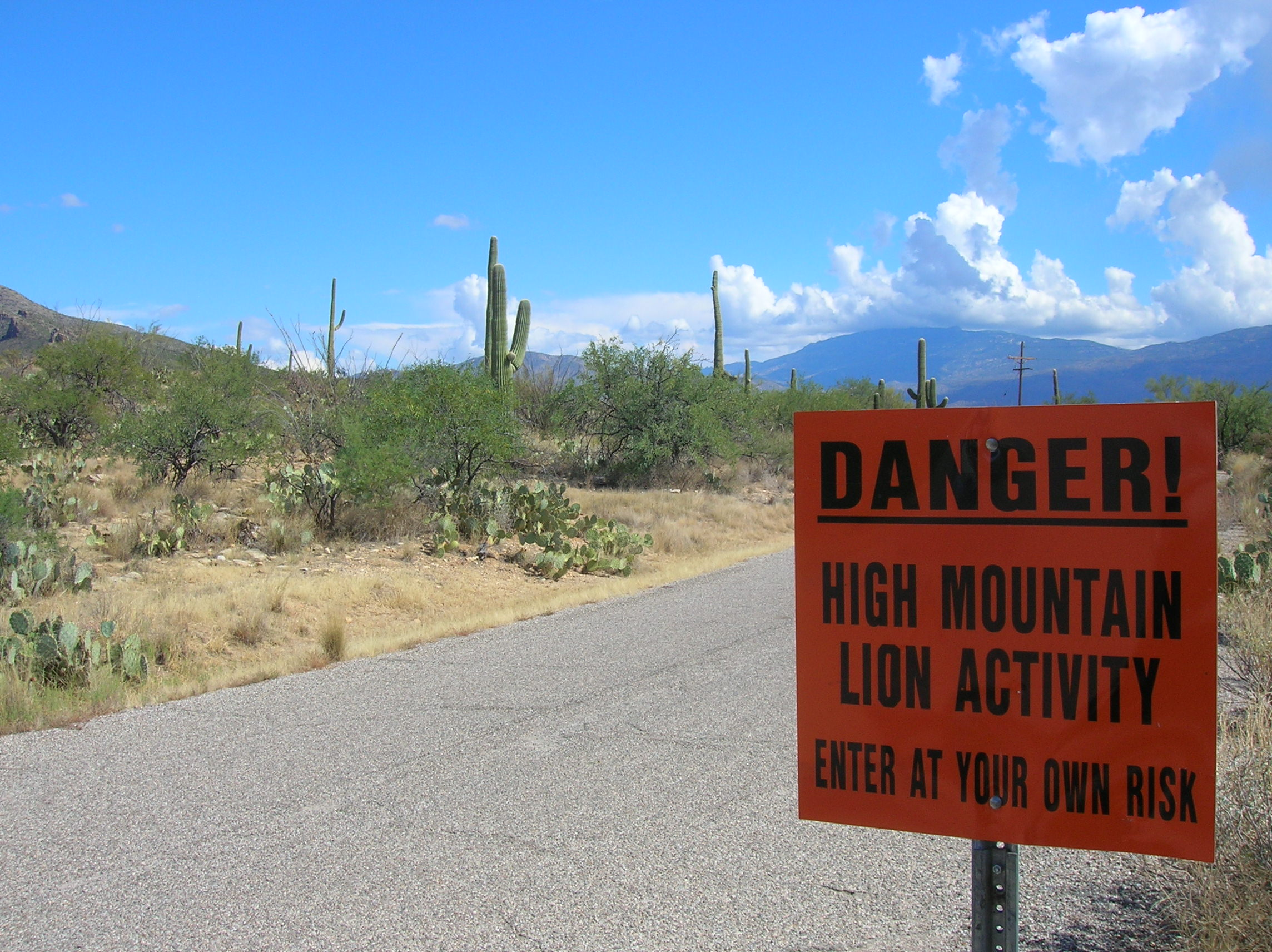
Skylt i Arizona som varnar för pumor.

I naturen har pumor nästan inga fiender. Bara vargar i flock och björnar får ibland tag i ungar och sjuka pumor. Djuret är skyddat enligt lag i stora delar av utbredningsområdet men jagas av bönder som vill skydda sina boskapsdjur. Varje år dödas några exemplar i trafiken. Trots det betraktas arten av IUCN som helhet som livskraftig (least concern).
Puman är ett skyggt kattdjur som vanligtvis undviker människan och människan anses inte heller som ett bytesdjur.  I en studie, som genomfördes i Los Angeles, visade det sig att pumor minskade sin aktivitet under dagen, ändrade tidpunkten för gryningsaktivitet och blev mer nattaktiva i områden med mycket mänsklig aktivitet.
Ibland sker däremot angrepp på människor. Dessa attacker förekommer främst under våren och sommaren när unga pumor, som skiljts från sin mor, letar efter nya revir.
Mellan 1890 och 1990 registrerades 53 angrepp på människor som resulterade i 48 jämförelsevis ringare skador och 10 dödsfall (differensen uppkommer då 5 av anfallen hade 2 offer). Fram till 2004 ökade dessa värden till 88 attacker och 20 dödsoffer.
Hos ursprungsamerikaner hade puman högt anseende. Man förknippade egenskaper som ledarskap, kraft, intelligens, trohet, engagemang och djärvhet med djuret. Den peruanska kulturen Moche använde puman ofta som motiv för sin keramik. En av följeslagarna till guden Viracocha i Inkariket framställdes vanligen som puma. De vita nybyggarna bekämpade puman. Djuret jagades för att skydda boskapen och för att tas som trofé.
Beroende på olika delstaters lagstiftning är puman laglig att ha som sällskapsdjur om man har ett tillstånd som ger en tillåtelse att ha exotiska djur som sällskapsdjur, förutsatt att puman är född i fångenskap.

## Systematik

### Yttre systematik
Pumans närmaste släkting är arten jaguarundi, som i nyare systematiska avhandlingar räknas till samma släkte (Puma (släkte)). En relativt nära släktskap finns även till geparden, som tidigare räknades till en egen underfamilj bland kattdjuren. Angående gepardens evolution och relationen till puman finns för närvarande olika teorier. Den första antar att geparden skilde sig från pumans utvecklingslinje i Amerika, med de amerikanska geparderna (Miracinonyx) som mellanliggande länk, innan den vandrade tillbaka till Afrika och Asien. Enligt den andra tesen skildes geparden från de andra kattdjuren i Gamla världen.
Trots sin fysiska storlek är alltså puman genetiskt närmare besläktad med de små kattdjuren än med de stora kattdjuren.

### Underarter
Traditionellt indelades arten i 24 till 32 underarter. Två av dessa som förekom i östra Nordamerika räknas som utrotade. En population som förekommer i Everglades-nationalparken och som på engelska heter "Florida panther" är särskilt hotad. I publikationer som beskriver skyddsåtgärder för populationen räknas den fortfarande som självständig underart, P. c. coryi. I naturen finns bara omkring 80 till 100 individer av denna population. Lokala skyddsorganisationer försöker rädda dessa djur, som har en intensivt röd pälsfärg. Därför utrustas många individer med ett elektroniskt halsband som visar djurets position.
Efter nyare forskningar är det troligt att det bara finns sex underarter. Med undantag av en population i nordvästra USA utgör alla andra pumor i Nordamerika en homogen grupp. I Mellan- och Sydamerika finns större variationer. Denna situation uppkom troligtvis på grund av att puman under istiden fanns bara i Sydamerika, med undantag av ett litet område i nordvästra USA som inte var istäckt. I samband med dessa studier sker en nybedömning av underarternas hotstatus.
- P. c. cougar, Nordamerika
- P. c. costaricensis, Centralamerika
- P. c. capricornensis, östra Sydamerika
- P. c. concolor, norra Sydamerika
- P. c. cabrerae, centrala Sydamerika
- P. c. puma, södra Sydamerika